# ARD Schlagernacht
Die ARD Schlagernacht ist eine vom Mitteldeutschen Rundfunk im Funkhaus Erfurt produzierte Gemeinschaftssendung des Hörfunks der ARD, die jede Nacht von 00:00 Uhr bis 06:00 Uhr ausgestrahlt wird.
Die Sendung wird täglich von BR Schlager, hr4, MDR Schlagerwelt und NDR Schlager übernommen.

## Geschichte
Die Sendung bestand ursprünglich seit dem 16. Oktober 2017 als gemeinschaftliches Nachtprogramm von BR Schlager und MDR Schlagerwelt und lief bis zum 9. Januar 2025 von 22:00 Uhr bis 06:00 Uhr. Seit dem 10. Januar 2025 gibt es montags bis freitags ab 20:00 Uhr den ARD Schlagerabend von BR, MDR und NDR. Die Schlagernacht beginnt seit dem 11. Januar 2025 um 00:00 Uhr.
NDR Schlager übernimmt die ARD Schlagernacht seit dem 8. Januar 2024, hr4 seit dem 11. Januar 2025.